# Sinfonia concertante
Sinfonia concertante là một thể loại nhạc cổ điển. Đây là sự kết hợp giữa giao hưởng và concerto. 

## Quá trình phát triển

### Thời kỳ âm nhạc Baroque
Trong thời kỳ này, không có một sự phân định rạch ròi thế nào là giao hưởng và thế nào là concerto. Antonio Vivaldi có viết các bản concerto thật, nhưng cũng chưa hẳn là concerto bởi vì chưa thấy thực sự sự độc tấu và người ta cũng có thể liệt chúng là các bản sinfonia (tiếng Việt: giao hưởng) của Vivaldi. Các nhà soạn nhạc thời kỳ Baroque tiếng gần hơn tới thời đại mới khi concerto grosso xuất hiện với tên tuổi của Arcangelo Corelli.

### Thời kỳ âm nhạc Cổ điển
Trong thời kỳ này, cả giao hưởng và concerto đã có những định nghĩa rõ ràng hơn trước. Tuy nhiên, chính điều này đã giết chết thể loại concerto grosso. Tuy nhiên, phiên bản mới của concerto grosso dần hình thành với sự nỗ lực của các nhà soạn nhạc cuối thế kỷ XVIII. Tiêu biểu cho sự hợp nhất giao hưởng và concerto này đó chính là trường phái Mannheim. Johann Christian Bach bắt đầu dùng từ symphonies concertantes tại Paris từ đầu thập niên 1770. Wolfgang Amadeus Mozart, người cũng có quen biết trường pháti Mannheim và chịu ảnh hưởng của Johann Christian Bach, cũng nỗ lực sáng tác những tác phẩm được gọi là sinfonie concertanti. Joseph Haydn cũng có viết bản Sinfonia Concertante cho violin, cello, oboe và dàn nhạc giao hưởng khi ông đến thăm London. Ông cũng viết một số bản giao hưởng mà phần solo dài, tiêu biểu là các bản số 6, 7, 8, nhưng nhìn chung chúng mang tính chất giao hưởng hơn là những bản sinfonie concertanti.

### Thời kỳ âm nhạc Lãng mạn
Lúc này, ít người dùng cụm từ sinfonia concertante để nói về một số tác phẩm một số tác phẩm của mình. Tuy nhiên, về bản chất, một số hoàn toàn có thể xếp vào thể loại này hoặc mang tính chất của nó:
- Bản Triple Concerto của Ludwig van Beethoven
- Bản Harold ở Italia của Hector Berlioz
- Các bản Concertos Symphoniques của Henry Litolff
- Bản Symphonie espagnole của Édouard Lalo
- Bản Les Djinns của César Franck
- Các bản Giao hưởng số 3, Điệu nhảy của thần chết của Camille Saint-Saëns
- Các bản Scottish Fantasy, Kol Nidrei và Serenade của Max Bruch
- Bản Giao hưởng trên một ngọn núi Pháp của Vincent d'Indy

### Thế kỷ XX
Trong thế kỷ này, nhiều nhà soạn nhạc như George Enescu, Darius Milhaud, Frank Martin, Edmund Rubbra, William Walton và Malcolm Williamson vẫn dùng cụm từ sinfonia concertante để chỉ một số tác phẩm của mình. Vẫn có một số tác phẩm có thể xếp vào thể loại này hoặc mang tính chất của thể loại này:
- Bản giao hưởng số 4 của Karol Szymanowski
- Bản Symphonie Concertante của Joseph Jongen
- Bản Sinfonia Concertante cho hai dàn nhạc giao hưởng và Sinfonia Concertante cho violin, cello, oboe, bassoon, piano và dàn nhạc giao hưởng Bohuslav Martinů
- Bản Giao hưởng số 4 của Andrzej Panufnik
- Bản concerto cho piano của Wilhelm Furtwängler
- Bản Symphony-Concerto của Sergei Prokofiev
- Bản Giao hưởng cello của Benjamin Britten
- Bản giao hưởng số 4 của Ellen Taaffe Zwilich
- Bản Sinfonia Concertante cho bộ gỗ, timpani và dàn nhạc dây của Peter Maxwell Davies

## Đặc điểm
Trong sinfonia concertante, dàn nhạc giao hưởng không còn là nền nữa, mà đối thoại, rượt đuổi, thể hiện ngang hàng với các nhạc cụ độc tấu.